# 27 Euterpe
Euterpe /juːˈtɜːrpiː/ (định danh hành tinh vi hình: 27 Euterpe) là một tiểu hành tinh ở vành đai chính do nhà thiên văn học người Anh John R. Hind phát hiện ngày 8 tháng 11 năm 1853 tại Đài quan sát của George Bishop ở London và được đặt theo tên Euterpe, nữ thần bảo trợ âm nhạc trong thần thoại Hy Lạp.
Euterpe là một trong các tiểu hành tinh sáng nhất trên bầu trời ban đêm. Ngày 25 tháng 12 năm 2015, trong một xung đối củng điểm quỹ đạo, nó chiếu sáng với một cấp sao biểu kiến là 8,3.